# Stevan Horvat
Stevan Horvat (Svetozar Miletić, 7 ottobre 1932 – Subotica, 28 maggio 2018) è stato un lottatore serbo, specializzato nella lotta greco-romana, vincitore della medaglia d'argento nei pesi leggeri.

## Biografia
Horvat cominciò a praticare la lotta greco-romana nel 1946 con il Radnički di Subotica e, dopo una parentesi con lo Spartak Subotica, nel 1952 passò al Partizan.
Vinse la sua prima medaglia internazionale nel 1959 con l'oro nella categoria fino ai 78 chilogrammi ai III Giochi del Mediterraneo di Beirut, sconfiggendo in finale il futuro due volte campione olimpico dei pesi welter Mithat Bayrak.
Nel 1960 partecipò ai suoi primi Giochi olimpici a Roma 1960, classificandosi quarto nei pesi welter.
Dal 1961 al 1966 conquistò tre argenti e due ori ai Campionati mondiali, in quest'ultima edizione due dei suoi più forti avversari vennero squalificati dopo aver combinato il loro incontro, Horvat intercedette con gli organizzatori per validare il risultato finale riuscendo a convincere la giuria, dopo questo gesto il lottatore serbo ricevette il Pierre de Coubertin World Fair Play Trophy
Horvat tornò ai Giochi olimpici a Città del Messico 1968, dopo il quinto posto nei pesi leggeri a Tokyo 1964. In questa edizione però riscosse maggiore fortuna raggiungendo il girone finale a tre dove, nonostante i suoi due incontri terminarono in pareggio, il contemporaneo successo del giapponese Muneji Munemura sul greco Petros Galaktopoulos lo portò all'argento.
Dopo quei Giochi chiuse la carriera agonistica senza aver mai perso in patria.
Successivamente si laureò in educazione fisica all'Università di Zagabria, conseguendo anche la laurea magistrale, per poi diventare insegnante all'Università di Novi Sad.

## Palmarès
- Giochi olimpici

Città del Messico 1968: argento nei pesi leggeri.
- Campionati mondiali di lotta

Yokohama 1961: argento nei pesi welter.
Toledo 1962: argento nei pesi leggeri.
Helsingborg 1963: oro nei pesi leggeri.
Tampere 1965: argento nei pesi leggeri.
Toledo 1966: oro nei pesi leggeri.
- Giochi del Mediterraneo

Beirut 1959: oro nei 78kg.
Tunisi 1967: oro nei 70kg.